# Henrik Ruben Genz
Henrik Ruben Genz (Gram, 7 novembre 1959) è un regista e sceneggiatore danese di cinema e televisione, candidato nel 2000 all'Oscar al miglior cortometraggio.

## Biografia
Prima di avvicinarsi alla regia, Genz ha studiato grafica alla Scuola di design di Kolding, avendo già rinunciato a un precedente sogno di diventare pittore. Lì, ha avuto modo di sperimentare per la prima volta col Digital Video e l'incontro col regista Arne Bro lo ha indirizzato verso una carriera nel cinema. Genz è stato poi ammesso alla Scuola nazionale di cinema della Danimarca all'età di 31 anni, diplomandovisi col cortometraggio Omveje nel 1995.
L'opera successiva di Genz, il cortometraggio per bambini Bror, min bror (1999), è stato candidato al premio Oscar al miglior cortometraggio. Accostatosi al Dogma 95, l'ha poi ripudiato dopo sei mesi di sforzi, per lui vani, di realizzarvi "qualcosa di buono". Ricordando anni dopo le difficoltà incontrate nel seguire le restrizioni impostegli dal Dogma, l'ha descritto come un movimento in cui «la macchina da presa segue [gli attori] e le tue scelte non significano nulla» in contrasto col suo approccio registico «visuale».
Ha esordito alla regia di un lungometraggio nel 2003 con En som Hodder, tratto dal libro del popolare autore per l'infanzia Bjarne Reuter. Ad esso ha fatto seguire nel 2005 la commedia romantica Kinamand, con Vivian Wu.
Nel 2008 ha tratto il film Frygtelig lykkelig dal romanzo omonimo dello scrittore Erling Jepsen, anch'esso nativo di Gram. Da piccoli, Genz e Jepsen erano stati amici le cui famiglie abitavano una di fronte all'altra. Il film ha ricevuto molti riconoscimenti, tra cui il Premio Robert al miglior film e il Globo di Cristallo al Festival internazionale del cinema di Karlovy Vary.
Genz ha esordito alla regia di un film in lingua inglese nel 2014 col thriller Good People, dedicandosi parallelamente alla regia di serie televisive come Borgen - Il potere e The Killing.

## Filmografia

### Cinema
- Omveje – cortometraggio (1995)
- Bror, min bror – cortometraggio (1999)
- En som Hodder (2003)
- Kinamand (2005)
- Frygtelig lykkelig (2008)
- Undskyld jeg forstyrrer (2012)
- Good People (2014)
- Tordenskjold & Kold (2016)
- Gud taler ud (2017)
- Erna i krig (2020)
- Bamse (2022)

### Televisione
- De udvalgte – serie TV, 4 episodi (2001)
- Nikolaj og Julie – serie TV, episodi 2x05-2x06 (2003)
- Forsvar – serie TV, 3 episodi (2003)
- Krøniken – serie TV, 5 episodi (2004-2006)
- The Killing (Forbrydelsen) – serie TV, 4 episodi (2007)
- Lulu & Leon – serie TV, episodi 1x09-1x10 (2010)
- Borgen - Il potere (Borgen) – serie TV, episodi 3x07-3x08 (2013)
- Bankerot – serie TV, 6 episodi (2014)
- DNA – serie TV, 8 episodi (2019)

## Premi e riconoscimenti
- Premi Oscar
  - 2000 - Candidato al miglior cortometraggio per Bror, min bror
- Festival internazionale del cinema di Berlino
  - 1999 - Orso di cristallo per il miglior cortometraggio per Bror, min bror
- Giffoni Film Festival
  - 1999 - Grifone d'argento per il miglior cortometraggio per Bror, min bror
- Festival internazionale del cinema di Karlovy Vary
  - 2005 - Premio FIPRESCI per Kinamand
  - 2005 - Premio della giuria ecumenica per Kinamand
  - 2005 - In concorso per il Globo di Cristallo per Kinamand
  - 2007 - Globo di Cristallo per Frygtelig lykkelig
- Premi Robert
  - 2009 - Miglior film per Frygtelig lykkelig
  - 2009 - Miglior regista per Frygtelig lykkelig
  - 2009 - Miglior sceneggiatura per Frygtelig lykkelig
  - 2013 - Candidato al miglior film per Undskyld jeg forstyrrer
- Semana Internacional de Cine de Valladolid
  - 2009 - Miglior sceneggiatura per Frygtelig lykkelig
  - 2009 - In concorso per la Espiga de Oro per Frygtelig lykkelig